# Communauté de montagne du Val d'Orco et Soana
La Communauté de montagne du Val Orco et Soana (Comunità Montana Valli Orco e Soana) est un territoire italien de montagne des communes du val de l'Orco et du val Soana, dont le siège se trouve à Locana.

## Sources
- (it) Cet article est partiellement ou en totalité issu de l’article de Wikipédia en italien intitulé « Comunità montana Valli Orco e Soana » (voir la liste des auteurs).